# Whitcomb Locomotive Works

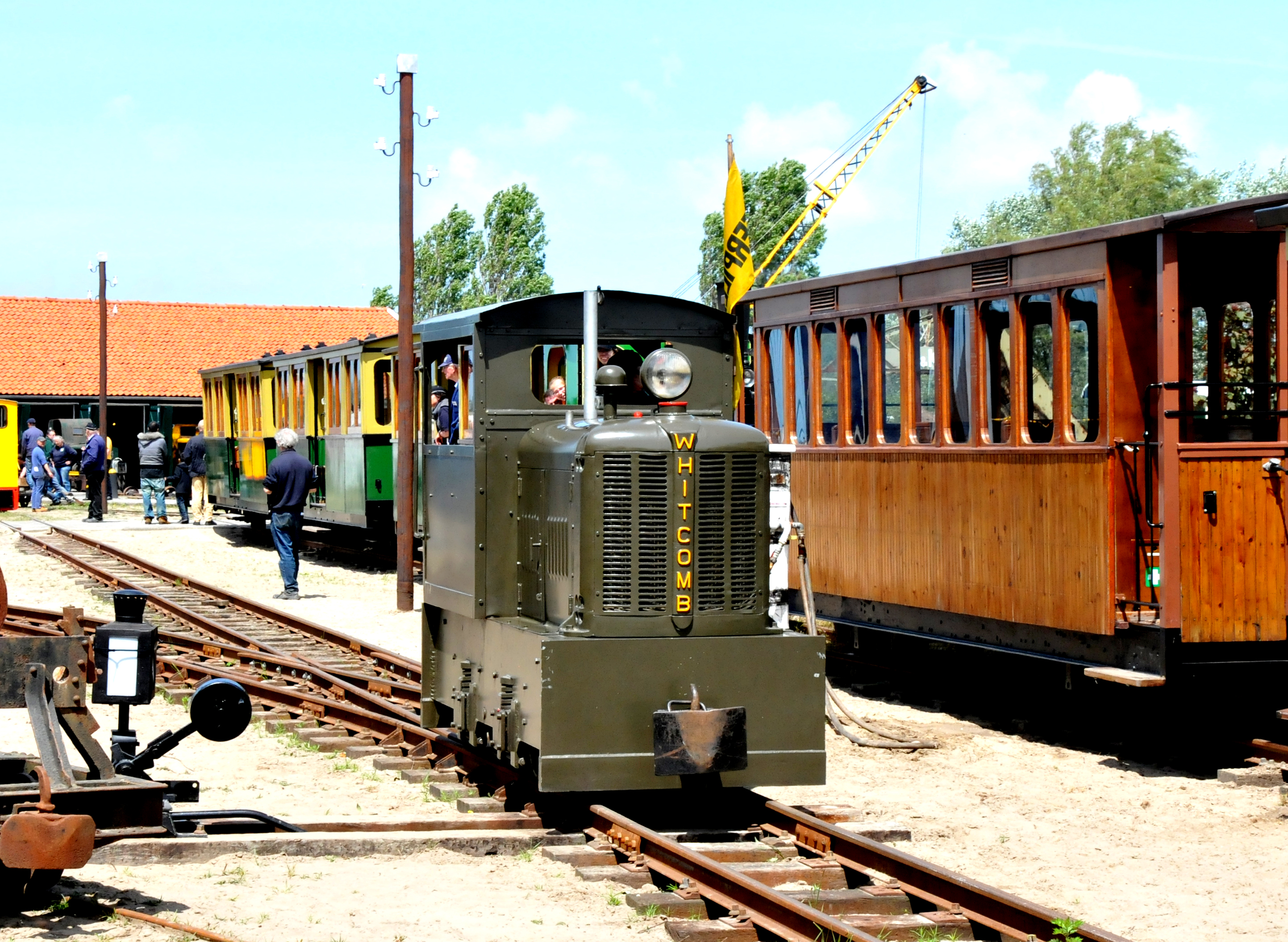
Whitcomb type 5DM19B bij Nationaal Smalspoormuseum

Whitcomb Locomotive Works was een in 1878 opgerichte machinefabriek in Chicago, Illinois die zich vanaf 1906 bezighield met de fabricage van locomotieven vaak voor industriële spoorwegen en smalspoor.
In 1929 werd de firma overgenomen door de Baldwin Locomotive Works.
Met de komst van het Amerikaanse leger naar Europa in de Tweede Wereldoorlog werden door de US Army Transportation Corps meer dan honderd locomotieven serie 65-DE-19A naar Europa verscheept, waarvan na de oorlog de Nederlandse Spoorwegen 20 machines in een legerdump in Parijs kocht. Tussen 1946 en 1960 hebben deze machines in Nederland dienstgedaan als serie 2000.
Eveneens kamen er een aantal smalspoorlocomotieven van het type 5DM19B naar Frankrijk. Later kocht Oving Spoor/ODS er een aantal voor inzet in Nederland.
Vanaf 1952 werd steeds meer productie van de eigen fabriek naar Baldwin overgeheveld en in 1956, na de productie van meer dan 5000 locomotieven, viel definitief het doek voor Whitcomb.